# سكوت جاي بولتون
سكوت جاي بولتون (بالإنجليزية: Scott J. Bolton)‏ هو عالم فيزياء فلكية وفيزيائي أمريكي، ولد في 16 يناير 1958.